# Editura Univers
Editura Univers este o editură din România specializată în publicarea de traduceri din literatura universală, fiind înființată în anul 1969 pe scheletul vechii Edituri pentru Literatură Universală (E.L.U.). Deși a trecut la sfârșitul anilor 1990 printr-o serie de ajustări, pierzând definitiv poziția dominantă în domeniul traducerilor, și-a revenit complet și funcționează și în prezent.
Univers a publicat atât ficțiune, cât și nonficțiune, de la traduceri fundamentale din literatura universală până la lucrări de critică și teorie literară, la albume și enciclopedii. A editat peste 5000 de titluri, traducând scriitori de primă mărime ai literaturii universale, ale căror cărți au fost tipărite pentru prima oară în România sub sigla editurii, în colecțiile Enigma, Romanul secolului XX, Romanul secolului XXI, Globus, Critică și teorie literară.  
Printre directorii editurii s-au numărat criticii literari Romul Munteanu și Mircea Martin. Aici au fost tipărite operele complete ale lui William Shakespeare, Honoré de Balzac, Anton Pavlovici Cehov, Henryk Sienkiewicz etc. După 1990 editura a consacrat serii de autor unei pleiade de scriitori universali din care fac parte Gabriel García Márquez, J. D. Salinger, John Fowles, Milan Kundera, Michel Foucault, Andrei Makine, Julio Cortazar, George Orwell, Michel Tournier, Ernesto Sabato, Thomas Pynchon, Franz Kafka, Richard Russo, Jostein Gaarder, Boris Vian, Simone de Beauvoir.
În septembrie 2006, împreună cu ziarul Cotidianul, a lansat Colecția Literatura în care au apărut, din septembrie 2006 până în iulie 2009, aproximativ 131 de titluri de ficțiune distribuite săptămânal în rețeaua de presă. Colaborarea dintre Editura Univers și Cotidianul s-a materializat prin câteva proiecte de anvergură care au avut un enorm succes la public, însumând peste patru milioane de cărți vândute. Din nefericire, această colaborare a produs un mare eșec financiar pentru ziarul Cotidianul care a condus la falimentul ediției tipărite a ziarului, care acumulase datorii foarte mari la tipografii. Ideea a fost preluată însă de Jurnalul național și de Adevărul, care au lansat propriile lor ediții și colecții populare.  

## Colecții
- Meridiane (Editura Univers)
- Enigma (Editura Univers)
- Corespondențe. Memorii. Jurnale
- Zenit

## Vezi și
- Lista volumelor publicate în Colecția romanelor științifico-fantastice
- Catalogul Colecției Meridiane (Editura Univers)
- Catalogul colecției Enigma (Editura Univers)